# Władimir Suszczinski
Władimir Aleksandrowicz Suszczinski, ros. Влади́мир Алекса́ндрович Сущи́нский (ur. 23 sierpnia?/5 września 1912 w Sarańsku, zm. 22 lutego 1945 we Wrocławiu) – operator filmowy, który w stopniu kapitana dokumentował przebieg walk na poszczególnych odcinkach frontu wschodniego w trakcie II wojny światowej. Uczestniczył w pracach frontowych grup filmowych, które działały na frontach: Wołchowskim, Leningradzkim, 4 Ukraińskiem, oraz 1 Froncie Ukraińskiego.
Pełne dynamiki, bohaterstwa, ale i ludzkich tragedii kadry, które często z narażeniem życia udawało mu się utrwalić na taśmie swojej kamery, trafiały następnie do wydawnictw filmowych, a stamtąd do poszczególnych odcinków sowieckich kronik filmowych, a także filmów dokumentalnych. Władimir Suszczinski w swoich reportażach wojennych reprezentował mistrzowski poziom – zarówno na polu artystycznym, jak i publicystycznym. Dokumentując przebieg operacji bojowych, wiele uwagi poświęcał ich bohaterom oraz życiu codziennym zwykłych żołnierzy na froncie. Zginął w trakcie filmowania walk na przedmieściach miasta Wrocławia. W uznaniu jego osiągnięć w 1946 roku przyznano mu pośmiertnie Nagrodę Stalinowską II stopnia.

## Życiorys
Władimir Aleksandrowicz Suszczinski urodził się w Sarańsku 5 września 1912 roku. W 1927 roku, po zakończeniu nauki w szkole siedmioletniej, rozpoczął naukę w technikum energetycznym w Sarańsku. Po jego ukończeniu w 1930 roku ze specjalnością technik energetyk, był skierowany do Kujbyszewa (obecnie Samara). Jednak wkrótce przeniósł się stamtąd do stolicy Związku Sowieckiego, gdzie pracował we Wszechzwiązkowym Instytucie Politechnicznym i jednocześnie przygotowywał się do egzaminów wstępnych do WGIKa.
W lutym 1942 roku przybył na Front Wołchowski i trafił w skład grupy filmowej Aleksieja Aleksiejewicza Lebiediewa. Na początku 1943 roku, w trakcie operacji „Iskra”, której celem było przełamanie blokady Leningradu, wykonywał dokumentację fotograficzną z walk 2 Armii Uderzeniowej oraz 67 armii. Wkrótce został przeniesiony do grupy filmowej 4 Frontu Ukraińskiego, gdzie filmował walki o Krym i sforsowanie Sywaszu. W trakcie wykonywania tego zadania Władmimir Suszczinski został ranny, ale podtrzymywany przez dwóch innych żołnierzy nie przestał dokumentować przebiegu walk. Wchodząc w skład nacierających wojsk sowieckich, wraz z nimi wkroczył do wyzwolonego Sewastopola oraz brał udział w forsowaniu rzeki Dniepr. Za wykazaną na polu walki odwagę, bohaterstwo i wytrwałość został odznaczony Orderem Czerwonego Sztandaru i nagrodzony dwutygodniowym urlopem, w ramach zdołał spędzić w domu rodzinnym sześć dni. W ramach grupy filmowej 1 Frontu Ukraińskiego kręcił epizody z wypierania sił Wehrmachtu z Polski przez Armię Czerwoną (walki o Częstochowę, Kraków i Katowice), a następnie zacięte walki pod Wrocławiem.
22 lutego 1945 roku w trakcie operacji dolnośląskiej Władimir Suszczyński filmował natarcie wojsk 1 Frontu Ukraińskiego w rejonie nasypu kolejowego na przedmieściach Wrocławia. W trakcie wymiany ognia obok operatora eksplodował pocisk i jeden z odłamków śmiertelnie ranił go w głowę. Kamera, która wypadła w tym momencie z jego rąk jednak nadal pracowała. Chociaż rannego Suszczinskiego udało się ewakuować z pola bitwy i przetransportować do szpitala, jego obrażenia były na tyle poważne, że umarł po pięciu godzinach. Uroczysty pogrzeb Władmira Suszczyńskiego w Częstochowie nakręcił N. W. Bykow, jego kolega z frontowej grupy filmowej, który sam zginął kilka dni później.

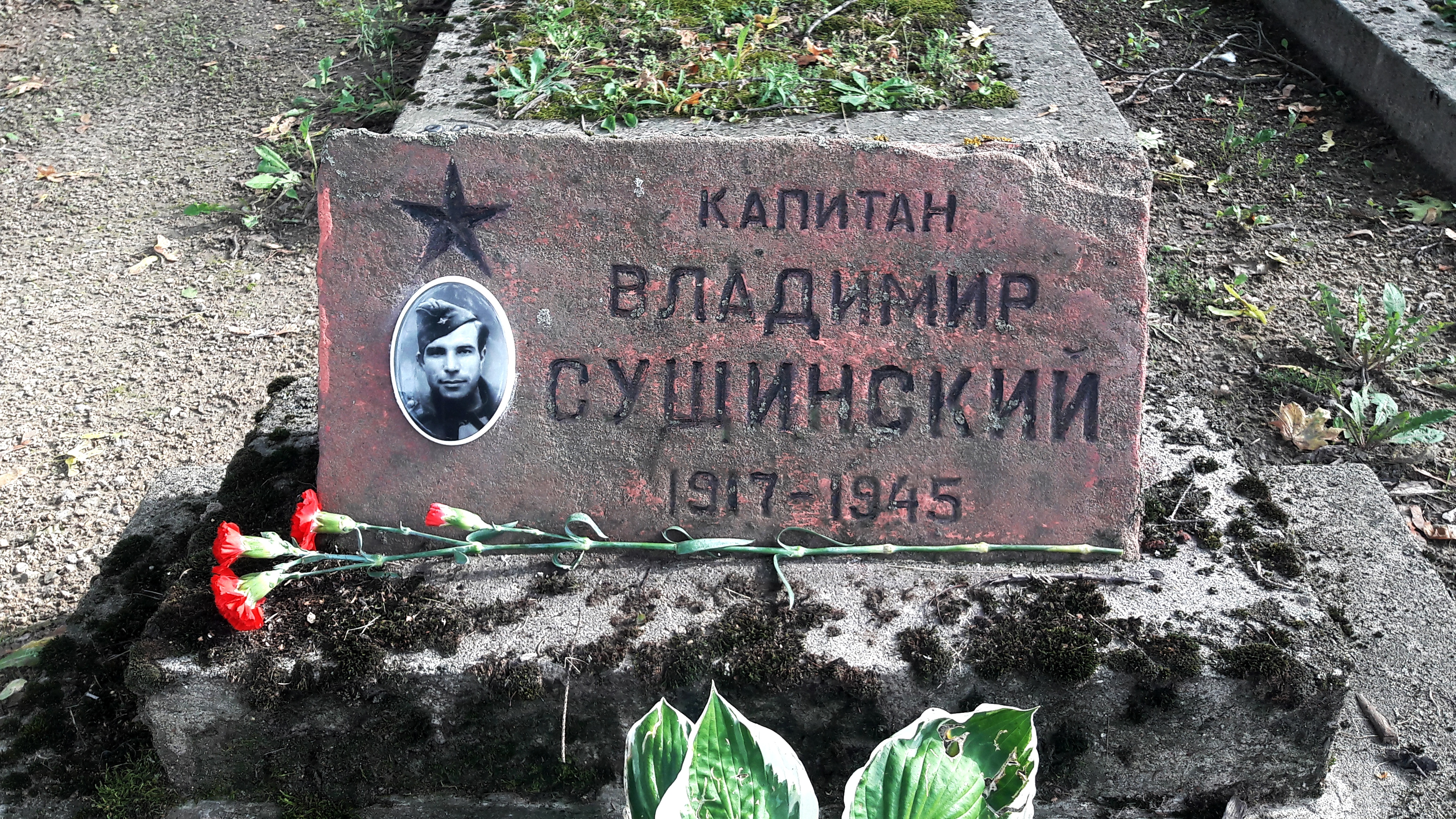
Grób Suszczynskiego na cmentarzu Kule w Częstochowie

W 1946 roku o operatorze frontowym Władymirze A. Suszczinskim powstał film dokumentalny (reżyser M. E. Sławinska), w którym wykorzystano fragmenty nagranych przez niego materiałów. Szczególnie wzruszający w tym dziele jest moment, w którym zatrzymaniu uległ kadr ze sceną z pola walki, a zamiast ich dalszego ciągu pojawia się czarne tło symbolizujące śmierć głównego bohatera.
Ciało poległego operatora zostało pochowane pierwotnie na placu Biegańskiego w Częstochowie, obok mogił poległych w trakcie styczniowych walk o to miasto sowieckich czołgistów. Następnie w ramach przeprowadzonych na terenie miasta prac ekshumacyjnych wszystkie groby wraz ze szczątkami spoczywających w nich żołnierzy zostały przeniesione do kwatery wojennej wyznaczonej na lokalnym cmentarzu Kule.

## Filmografia
- 1942 – Dzień wojny
- 1943 – Za Ojczyznę
- 1944 – Bitwa o Sewastopol
- 1944 – Tragedia Lepetich
- 1945 – Na Górnym Śląsku
- 1946 – Operator frontowy

## Nagrody i odznaczenia
- Nagroda stalinowska II stopnia (26.1.1946 – pośmiertnie) – za całokształt twórczości filmowej
- Order Czerwonego Sztandaru (15.5.1944)
- Order Wojny Ojczyźnianej I stopnia (14.4.1945 – pośmiertnie)
- Medal „Za Odwagę”
- Medal „Za obronę Leningradu”

## Pamięć
- W Moskiewskim domu Filmowym jego nazwisko zostało umieszczone na marmurowej tablicy upamiętniającej m.in. nazwiska poległych filmowców.
- Szlak bojowy i twórczość kapitana Władimira Suszczinskiego została ukazana w dwóch filmach — dokumentalnym: „Frontowy operator filmowy" oraz fabularnym: „Na drogach wojny".
- W rodzinnym mieście Sarańsk decyzją Rady Miasta z dnia 13 sierpnia 1975 r. jednej z ulic nadano nazwę "Suszczinskiego"[3].
- Przy Samorządowym Liceum Ogólnokształcącym nr 43  w Sarańsku istnieje Muzeum Władimira Suszczinskiego
- 4 września 2020 r. w podmoskiewskim Krasnogorsku odsłonięto pomnik Frontowego Operatora, którego pierwowzorem jest Władimir Suszczinski[4].